# Trofeo Alfredo Binda-Comune di Cittiglio 2022
Trofeo Alfredo Binda-Comune di Cittiglio 2022 var den 46. udgave af det italienske cykelløb Trofeo Alfredo Binda-Comune di Cittiglio. Det 129,4 km lange linjeløb blev kørt den 20. marts 2022 med start i Cocquio Trevisago og mål i Cittiglio i provinsen Varese. Løbet var tredje arrangement på UCI Women's World Tour 2022. Løbet blev vundet af italienske Elisa Balsamo fra Trek-Segafredo.

## Resultat
| \| Samlede stilling \| Samlede stilling \| Samlede stilling \| Samlede stilling \| Samlede stilling \| \| Rytter \| Rytter \| Hold \| Tid \| \| \| ---------------- \| --------------------------- \| ---------------------------------- \| ---------------- \| ---------------- \| \| 1. \| Elisa Balsamo \| Trek-Segafredo \| 3t 36' 29" \| \| \| 2. \| Sofia Bertizzolo \| UAE Team ADQ \| + 0" \| \| \| 3. \| Soraya Paladin \| Canyon-SRAM Racing \| + 0" \| \| \| 4. \| Chantal van den Broek-Blaak \| SD Worx \| + 0" \| \| \| 5. \| Elena Cecchini \| SD Worx \| + 0" \| \| \| 6. \| Coryn Labecki \| Team Jumbo-Visma \| + 0" \| \| \| 7. \| Elise Chabbey \| Canyon-SRAM Racing \| + 0" \| \| \| 8. \| Silvia Persico \| Valcar-Travel & Service \| + 0" \| \| \| 9. \| Cecilie Uttrup Ludwig \| FDJ-Nouvelle Aquitaine-Futuroscope \| + 0" \| \| \| 10. \| Ashleigh Moolman-Pasio \| SD Worx \| + 0" \| \| |                             |                                    |            |
| |                             |                                    |            |
| Kilde: ProCyclingStats |                             |                                    |            |
| Samlede stilling |                             |                                    |            |
| Rytter | Rytter                      | Hold                               | Tid        |
| 1. | Elisa Balsamo               | Trek-Segafredo                     | 3t 36' 29" |
| 2. | Sofia Bertizzolo            | UAE Team ADQ                       | + 0"       |
| 3. | Soraya Paladin              | Canyon-SRAM Racing                 | + 0"       |
| 4. | Chantal van den Broek-Blaak | SD Worx                            | + 0"       |
| 5. | Elena Cecchini              | SD Worx                            | + 0"       |
| 6. | Coryn Labecki               | Team Jumbo-Visma                   | + 0"       |
| 7. | Elise Chabbey               | Canyon-SRAM Racing                 | + 0"       |
| 8. | Silvia Persico              | Valcar-Travel & Service            | + 0"       |
| 9. | Cecilie Uttrup Ludwig       | FDJ-Nouvelle Aquitaine-Futuroscope | + 0"       |
| 10. | Ashleigh Moolman-Pasio      | SD Worx                            | + 0"       |

## Hold og ryttere
| translation for headoftableIII_translate index 58 not found (12)- Team BikeExchange-Jayco - Canyon-SRAM Racing - EF Education-TIBCO-SVB - FDJ Nouvelle Aquitaine Futuroscope - Team Jumbo-Visma - Liv Racing Xstra - Movistar Team - Roland Cogeas-Edelweiss Squad - Team DSM - SD Worx - Trek-Segafredo - UAE Team ADQ UCI Women's Kontinentalhold (12)- Aromitalia-Basso Bikes-Vaiano - Bepink - Born to Win-G20-Ambedo - Ceratizit-WNT Pro Cycling - Cofidis - Isolmant-Premac-Vittoria - Team Mendelspeck - AG Insurance NXTG - Parkhotel Valkenburg - Servetto-Makhymo-Beltrami TSA - Top Girls Fassa Bortolo - Valcar-Travel & Service |
| |

### Danske ryttere
| Danske ryttere på startlisten |                       |                                    |           |
| Rygnummer                     | Rytter                | Hold                               | Placering |
| 66                            | Cecilie Uttrup Ludwig | FDJ-Nouvelle Aquitaine-Futuroscope | 9         |

* DNF = gennemførte ikke

### Startliste
| Trek-Segafredo TFS | Trek-Segafredo TFS                    | Trek-Segafredo TFS |
| ------------------ | ------------------------------------- | ------------------ |
| Nr.                | Rytter                                | Placering          |
| 1                  | Elisa Longo Borghini (ITA) (landevej) | 12.                |
| 2                  | Elisa Balsamo (ITA) (landevej)        | 1.                 |
| 3                  | Audrey Cordon-Ragot (FRA)             | DNF                |
| 4                  | Leah Thomas (USA)                     | DNF                |
| 5                  | Shirin van Anrooij (NED)              | 13.                |
| 6                  | Ellen van Dijk (NED) (landevej)       | 20.                |

| Team Jumbo-Visma TJV | Team Jumbo-Visma TJV   | Team Jumbo-Visma TJV |
| -------------------- | ---------------------- | -------------------- |
| Nr.                  | Rytter                 | Placering            |
| 11                   | Coryn Labecki (USA)    | 6.                   |
| 12                   | Aafke Soet (NED)       | DNF                  |
| 13                   | Karlijn Swinkels (NED) | 38.                  |
| 14                   | Anna Henderson (GBR)   | 54.                  |
| 15                   | Amber Kraak (NED)      | 39.                  |
| 16                   | Noemi Rüegg (SUI)      | 52.                  |

| SD Worx SDW | SD Worx SDW                       | SD Worx SDW |
| ----------- | --------------------------------- | ----------- |
| Nr.         | Rytter                            | Placering   |
| 21          | Ashleigh Moolman-Pasio (RSA)      | 10.         |
| 22          | Elena Cecchini (ITA)              | 5.          |
| 23          | Chantal van den Broek-Blaak (NED) | 4.          |
| 24          | Marlen Reusser (SUI) (landevej)   | 21.         |
| 25          | Anna Shackley (GBR)               | 51.         |
| 26          | Niamh Fisher-Black (NZL)          | 14.         |

| Canyon-SRAM Racing CSR | Canyon-SRAM Racing CSR     | Canyon-SRAM Racing CSR |
| ---------------------- | -------------------------- | ---------------------- |
| Nr.                    | Rytter                     | Placering              |
| 31                     | Alena Amjaljusik (BLR)     | 25.                    |
| 32                     | Elise Chabbey (SUI)        | 7.                     |
| 33                     | Ella Harris (NZL)          | 36.                    |
| 34                     | Mikayla Harvey (NZL)       | 65.                    |
| 35                     | Soraya Paladin (ITA)       | 3.                     |
| 36                     | Pauliena Rooijakkers (NED) | 56.                    |

| UAE Team ADQ UAD | UAE Team ADQ UAD               | UAE Team ADQ UAD |
| ---------------- | ------------------------------ | ---------------- |
| Nr.              | Rytter                         | Placering        |
| 41               | Sofia Bertizzolo (ITA)         | 2.               |
| 42               | Mavi García (ESP) (landevej)   | 22.              |
| 43               | Eugenia Bujak (SLO) (landevej) | 34.              |
| 44               | Erica Magnaldi (ITA)           | 44.              |
| 45               | Urša Pintar (SLO)              | 48.              |
| 46               | Alena Ivantjenko (RUS)         | DNF              |

| Team DSM DSM | Team DSM DSM           | Team DSM DSM |
| ------------ | ---------------------- | ------------ |
| Nr.          | Rytter                 | Placering    |
| 51           | Francesca Barale (ITA) | DNF          |
| 52           | Léa Curinier (FRA)     | DNF          |
| 53           | Leah Kirchmann (CAN)   | DNF          |
| 54           | Juliette Labous (FRA)  | 11.          |
| 55           | Liane Lippert (GER)    | 19.          |
| 56           | Floortje Mackaij (NED) | 16.          |

| FDJ-Nouvelle Aquitaine-Futuroscope FSF | FDJ-Nouvelle Aquitaine-Futuroscope FSF | FDJ-Nouvelle Aquitaine-Futuroscope FSF |
| -------------------------------------- | -------------------------------------- | -------------------------------------- |
| Nr.                                    | Rytter                                 | Placering                              |
| 61                                     | Marta Cavalli (ITA)                    | 23.                                    |
| 62                                     | Brodie Chapman (AUS)                   | 49.                                    |
| 63                                     | Emilia Fahlin (SWE)                    | DNF                                    |
| 64                                     | Victorie Guilman (FRA)                 | 35.                                    |
| 65                                     | Marie Le Net (FRA)                     | 26.                                    |
| 66                                     | Cecilie Uttrup Ludwig (DEN)            | 9.                                     |

| Liv Racing Xstra LIV | Liv Racing Xstra LIV   | Liv Racing Xstra LIV |
| -------------------- | ---------------------- | -------------------- |
| Nr.                  | Rytter                 | Placering            |
| 71                   | Jeanne Korevaar (NED)  | 43.                  |
| 72                   | Katia Ragusa (ITA)     | DNF                  |
| 73                   | Ayesha McGowan (USA)   | DNF                  |
| 74                   | Marta Jaskulska (POL)  | 57.                  |
| 75                   | Silke Smulders (NED)   | 33.                  |
| 76                   | Rachele Barbieri (ITA) | DNF                  |

| Team BikeExchange-Jayco BEX | Team BikeExchange-Jayco BEX | Team BikeExchange-Jayco BEX |
| --------------------------- | --------------------------- | --------------------------- |
| Nr.                         | Rytter                      | Placering                   |
| 81                          | Ane Santesteban (ESP)       | 17.                         |
| 82                          | Urška Žigart (SLO)          | 50.                         |
| 83                          | Arianna Fidanza (ITA)       | 28.                         |
| 84                          | Amanda Spratt (AUS)         | 53.                         |
| 85                          | Teniel Campbell (TTO)       | DNF                         |
| 86                          | Chelsie Tan (SGP)           | DNF                         |

| Movistar Team MOV | Movistar Team MOV        | Movistar Team MOV |
| ----------------- | ------------------------ | ----------------- |
| Nr.               | Rytter                   | Placering         |
| 91                | Katrine Aalerud (NOR)    | 15.               |
| 92                | Sarah Gigante (AUS)      | 55.               |
| 93                | Sara Martín Martín (ESP) | DNF               |
| 94                | Lourdes Oyarbide (ESP)   | DNF               |
| 95                | Paula Patiño (COL)       | 37.               |
| 96                | Arlenis Sierra (CUB)     | DNF               |

| EF Education-TIBCO-SVB TIB | EF Education-TIBCO-SVB TIB       | EF Education-TIBCO-SVB TIB |
| -------------------------- | -------------------------------- | -------------------------- |
| Nr.                        | Rytter                           | Placering                  |
| 101                        | Letizia Borghesi (ITA)           | 30.                        |
| 102                        | Kristabel Doebel-Hickok (USA)    | 40.                        |
| 103                        | Kathrin Hammes (GER)             | DNF                        |
| 104                        | Sara Poidevin (CAN)              | 45.                        |
| 105                        | Magdeleine Vallieres (CAN)       | 41.                        |
| 106                        | Lauren Stephens (USA) (landevej) | DNF                        |

| Roland Cogeas-Edelweiss Squad CGS | Roland Cogeas-Edelweiss Squad CGS | Roland Cogeas-Edelweiss Squad CGS |
| --------------------------------- | --------------------------------- | --------------------------------- |
| Nr.                               | Rytter                            | Placering                         |
| 111                               | Ines Cantera (ESP)                | DNF                               |
| 112                               | Tamara Dronova-Balabolina (RUS)   | 32.                               |
| 113                               | Léa Stern (SUI)                   | DNF                               |
| 114                               | Gulnaz Khatuntseva (RUS)          | DNF                               |
| 115                               | Olga Sabelinskaja (UZB)           | 61.                               |
| 116                               | Petra Stiasny (SUI)               | DNF                               |

| Valcar-Travel & Service VAL | Valcar-Travel & Service VAL | Valcar-Travel & Service VAL |
| --------------------------- | --------------------------- | --------------------------- |
| Nr.                         | Rytter                      | Placering                   |
| 121                         | Olivia Baril (CAN)          | 66.                         |
| 122                         | Federica Piergiovanni (ITA) | DNF                         |
| 123                         | Alice Maria Arzuffi (ITA)   | 42.                         |
| 124                         | Eleonora Gasparrini (ITA)   | 29.                         |
| 125                         | Elena Pirrone (ITA)         | DNF                         |
| 126                         | Silvia Persico (ITA)        | 8.                          |

| Parkhotel Valkenburg PHV | Parkhotel Valkenburg PHV   | Parkhotel Valkenburg PHV |
| ------------------------ | -------------------------- | ------------------------ |
| Nr.                      | Rytter                     | Placering                |
| 131                      | Rosalie Van der Wolf (NED) | DNF                      |
| 132                      | Anne Van Rooijen (NED)     | DNF                      |
| 133                      | Femke Gerritse (NED)       | DNF                      |
| 134                      | Pien Limpens (NED)         | DNF                      |
| 136                      | Quinty Schoens (NED)       | DNF                      |

| Ceratizit-WNT Pro Cycling WNT | Ceratizit-WNT Pro Cycling WNT | Ceratizit-WNT Pro Cycling WNT |
| ----------------------------- | ----------------------------- | ----------------------------- |
| Nr.                           | Rytter                        | Placering                     |
| 141                           | Camilla Alessio (ITA)         | DNF                           |
| 142                           | Laura Asencio (FRA)           | DNF                           |
| 144                           | Marta Lach (POL)              | 27.                           |
| 146                           | Lara Vieceli (ITA)            | DNF                           |

| Cofidis COF | Cofidis COF            | Cofidis COF |
| ----------- | ---------------------- | ----------- |
| Nr.         | Rytter                 | Placering   |
| 152         | Cédrine Kerbaol (FRA)  | 58.         |
| 153         | Clara Koppenburg (GER) | 46.         |
| 154         | Sandra Levenez (FRA)   | 47.         |
| 155         | Rachel Neylan (AUS)    | 18.         |
| 156         | Olivia Onesti (FRA)    | 60.         |

| AG Insurance NXTG AGI | AG Insurance NXTG AGI | AG Insurance NXTG AGI |
| --------------------- | --------------------- | --------------------- |
| Nr.                   | Rytter                | Placering             |
| 161                   | Amber Aernouts (NED)  | DNF                   |
| 162                   | Maureen Arens (NED)   | DNF                   |
| 163                   | Cassia Boglio (AUS)   | DNF                   |
| 164                   | Julia Borgström (SWE) | 31.                   |
| 165                   | Gaia Masetti (ITA)    | DNF                   |

| Aromitalia-Basso Bikes-Vaiano VAI | Aromitalia-Basso Bikes-Vaiano VAI | Aromitalia-Basso Bikes-Vaiano VAI |
| --------------------------------- | --------------------------------- | --------------------------------- |
| Nr.                               | Rytter                            | Placering                         |
| 171                               | Rasa Leleivytė (LTU)              | 64.                               |
| 172                               | Francesca Baroni (ITA)            | DNF                               |
| 173                               | Inga Čilvinaitė (LTU) (landevej)  | 63.                               |
| 174                               | Sofia Collinelli (ITA)            | DNF                               |
| 175                               | Francesca Balducci (ITA)          | 59.                               |
| 176                               | Lara Scarselli (ITA)              | DNF                               |

| Bepink BPK | Bepink BPK              | Bepink BPK |
| ---------- | ----------------------- | ---------- |
| Nr.        | Rytter                  | Placering  |
| 181        | Silvia Zanardi (ITA)    | DNF        |
| 182        | Nadia Quagliotto (ITA)  | DNF        |
| 183        | Marketa Hajkova (CZE)   | DNF        |
| 184        | Letizia Brufani (ITA)   | DNF        |
| 185        | Matilde Vitillo (ITA)   | DNF        |
| 186        | Michaela Drummond (NZL) | DNF        |

| Born To Win-G20-Ambedo BTW | Born To Win-G20-Ambedo BTW | Born To Win-G20-Ambedo BTW |
| -------------------------- | -------------------------- | -------------------------- |
| Nr.                        | Rytter                     | Placering                  |
| 191                        | Anna Chili (ITA)           | DNF                        |
| 192                        | Giulia Luciani (ITA)       | DNF                        |
| 193                        | Silvia Magri (ITA)         | DNF                        |
| 194                        | Sara Casasola (ITA)        | 62.                        |
| 195                        | Sofia Clerici (ITA)        | DNF                        |
| 196                        | Tatiana Chili (ITA)        | DNF                        |

| Isolmant-Premac-Vittoria SBT | Isolmant-Premac-Vittoria SBT | Isolmant-Premac-Vittoria SBT |
| ---------------------------- | ---------------------------- | ---------------------------- |
| Nr.                          | Rytter                       | Placering                    |
| 201                          | Emanuela Zanetti (ITA)       | DNF                          |
| 202                          | Alice Gasparini (ITA)        | DNF                          |
| 203                          | Ainara Albert (ESP)          | DNF                          |
| 205                          | Alice Capasso (ITA)          | DNF                          |
| 206                          | Asia Zontone (ITA)           | DNF                          |

| Servetto-Makhymo-Beltrami TSA SER | Servetto-Makhymo-Beltrami TSA SER | Servetto-Makhymo-Beltrami TSA SER |
| --------------------------------- | --------------------------------- | --------------------------------- |
| Nr.                               | Rytter                            | Placering                         |
| 211                               | Silvia Bortolotti (ITA)           | DNF                               |
| 212                               | Anna Potokina (RUS)               | DNF                               |
| 213                               | Isotta Barbieri (ITA)             | DNF                               |
| 214                               | Sofia Barbieri (ITA)              | DNF                               |
| 215                               | Maryna Ivaniuk (UKR)              | DNF                               |
| 216                               | Viktoriia Melnychuk (UKR)         | DNF                               |

| Top Girls Fassa Bortolo TOP | Top Girls Fassa Bortolo TOP | Top Girls Fassa Bortolo TOP |
| --------------------------- | --------------------------- | --------------------------- |
| Nr.                         | Rytter                      | Placering                   |
| 221                         | Vanessa Michieletto (ITA)   | DNF                         |
| 222                         | Iris Monticolo (ITA)        | DNF                         |
| 223                         | Greta Marturano (ITA)       | 24.                         |
| 224                         | Cristina Tonetti (ITA)      | DNF                         |
| 225                         | Alessia Vigilia (ITA)       | DNF                         |
| 226                         | Giorgia Vettorello (ITA)    | DNF                         |

| Team Mendelspeck MDS | Team Mendelspeck MDS     | Team Mendelspeck MDS |
| -------------------- | ------------------------ | -------------------- |
| Nr.                  | Rytter                   | Placering            |
| 231                  | Eva Maria Gatscher (ITA) | DNF                  |
| 232                  | Vania Canvelli (ITA)     | DNF                  |
| 233                  | Elisa Lugli (ITA)        | DNF                  |
| 234                  | Angela Oro (ITA)         | DNF                  |
| 235                  | Francesca Pisciali (ITA) | DNF                  |
| 236                  | Alessia Missiaggia (ITA) | DNF                  |

| Trek-Segafredo TFS | Trek-Segafredo TFS                    | Trek-Segafredo TFS |
| ------------------ | ------------------------------------- | ------------------ |
| Nr.                | Rytter                                | Placering          |
| 1                  | Elisa Longo Borghini (ITA) (landevej) | 12.                |
| 2                  | Elisa Balsamo (ITA) (landevej)        | 1.                 |
| 3                  | Audrey Cordon-Ragot (FRA)             | DNF                |
| 4                  | Leah Thomas (USA)                     | DNF                |
| 5                  | Shirin van Anrooij (NED)              | 13.                |
| 6                  | Ellen van Dijk (NED) (landevej)       | 20.                |

| Team Jumbo-Visma TJV | Team Jumbo-Visma TJV   | Team Jumbo-Visma TJV |
| -------------------- | ---------------------- | -------------------- |
| Nr.                  | Rytter                 | Placering            |
| 11                   | Coryn Labecki (USA)    | 6.                   |
| 12                   | Aafke Soet (NED)       | DNF                  |
| 13                   | Karlijn Swinkels (NED) | 38.                  |
| 14                   | Anna Henderson (GBR)   | 54.                  |
| 15                   | Amber Kraak (NED)      | 39.                  |
| 16                   | Noemi Rüegg (SUI)      | 52.                  |

| SD Worx SDW | SD Worx SDW                       | SD Worx SDW |
| ----------- | --------------------------------- | ----------- |
| Nr.         | Rytter                            | Placering   |
| 21          | Ashleigh Moolman-Pasio (RSA)      | 10.         |
| 22          | Elena Cecchini (ITA)              | 5.          |
| 23          | Chantal van den Broek-Blaak (NED) | 4.          |
| 24          | Marlen Reusser (SUI) (landevej)   | 21.         |
| 25          | Anna Shackley (GBR)               | 51.         |
| 26          | Niamh Fisher-Black (NZL)          | 14.         |

| Canyon-SRAM Racing CSR | Canyon-SRAM Racing CSR     | Canyon-SRAM Racing CSR |
| ---------------------- | -------------------------- | ---------------------- |
| Nr.                    | Rytter                     | Placering              |
| 31                     | Alena Amjaljusik (BLR)     | 25.                    |
| 32                     | Elise Chabbey (SUI)        | 7.                     |
| 33                     | Ella Harris (NZL)          | 36.                    |
| 34                     | Mikayla Harvey (NZL)       | 65.                    |
| 35                     | Soraya Paladin (ITA)       | 3.                     |
| 36                     | Pauliena Rooijakkers (NED) | 56.                    |

| UAE Team ADQ UAD | UAE Team ADQ UAD               | UAE Team ADQ UAD |
| ---------------- | ------------------------------ | ---------------- |
| Nr.              | Rytter                         | Placering        |
| 41               | Sofia Bertizzolo (ITA)         | 2.               |
| 42               | Mavi García (ESP) (landevej)   | 22.              |
| 43               | Eugenia Bujak (SLO) (landevej) | 34.              |
| 44               | Erica Magnaldi (ITA)           | 44.              |
| 45               | Urša Pintar (SLO)              | 48.              |
| 46               | Alena Ivantjenko (RUS)         | DNF              |

| Team DSM DSM | Team DSM DSM           | Team DSM DSM |
| ------------ | ---------------------- | ------------ |
| Nr.          | Rytter                 | Placering    |
| 51           | Francesca Barale (ITA) | DNF          |
| 52           | Léa Curinier (FRA)     | DNF          |
| 53           | Leah Kirchmann (CAN)   | DNF          |
| 54           | Juliette Labous (FRA)  | 11.          |
| 55           | Liane Lippert (GER)    | 19.          |
| 56           | Floortje Mackaij (NED) | 16.          |

| FDJ-Nouvelle Aquitaine-Futuroscope FSF | FDJ-Nouvelle Aquitaine-Futuroscope FSF | FDJ-Nouvelle Aquitaine-Futuroscope FSF |
| -------------------------------------- | -------------------------------------- | -------------------------------------- |
| Nr.                                    | Rytter                                 | Placering                              |
| 61                                     | Marta Cavalli (ITA)                    | 23.                                    |
| 62                                     | Brodie Chapman (AUS)                   | 49.                                    |
| 63                                     | Emilia Fahlin (SWE)                    | DNF                                    |
| 64                                     | Victorie Guilman (FRA)                 | 35.                                    |
| 65                                     | Marie Le Net (FRA)                     | 26.                                    |
| 66                                     | Cecilie Uttrup Ludwig (DEN)            | 9.                                     |

| Liv Racing Xstra LIV | Liv Racing Xstra LIV   | Liv Racing Xstra LIV |
| -------------------- | ---------------------- | -------------------- |
| Nr.                  | Rytter                 | Placering            |
| 71                   | Jeanne Korevaar (NED)  | 43.                  |
| 72                   | Katia Ragusa (ITA)     | DNF                  |
| 73                   | Ayesha McGowan (USA)   | DNF                  |
| 74                   | Marta Jaskulska (POL)  | 57.                  |
| 75                   | Silke Smulders (NED)   | 33.                  |
| 76                   | Rachele Barbieri (ITA) | DNF                  |

| Team BikeExchange-Jayco BEX | Team BikeExchange-Jayco BEX | Team BikeExchange-Jayco BEX |
| --------------------------- | --------------------------- | --------------------------- |
| Nr.                         | Rytter                      | Placering                   |
| 81                          | Ane Santesteban (ESP)       | 17.                         |
| 82                          | Urška Žigart (SLO)          | 50.                         |
| 83                          | Arianna Fidanza (ITA)       | 28.                         |
| 84                          | Amanda Spratt (AUS)         | 53.                         |
| 85                          | Teniel Campbell (TTO)       | DNF                         |
| 86                          | Chelsie Tan (SGP)           | DNF                         |

| Movistar Team MOV | Movistar Team MOV        | Movistar Team MOV |
| ----------------- | ------------------------ | ----------------- |
| Nr.               | Rytter                   | Placering         |
| 91                | Katrine Aalerud (NOR)    | 15.               |
| 92                | Sarah Gigante (AUS)      | 55.               |
| 93                | Sara Martín Martín (ESP) | DNF               |
| 94                | Lourdes Oyarbide (ESP)   | DNF               |
| 95                | Paula Patiño (COL)       | 37.               |
| 96                | Arlenis Sierra (CUB)     | DNF               |

| EF Education-TIBCO-SVB TIB | EF Education-TIBCO-SVB TIB       | EF Education-TIBCO-SVB TIB |
| -------------------------- | -------------------------------- | -------------------------- |
| Nr.                        | Rytter                           | Placering                  |
| 101                        | Letizia Borghesi (ITA)           | 30.                        |
| 102                        | Kristabel Doebel-Hickok (USA)    | 40.                        |
| 103                        | Kathrin Hammes (GER)             | DNF                        |
| 104                        | Sara Poidevin (CAN)              | 45.                        |
| 105                        | Magdeleine Vallieres (CAN)       | 41.                        |
| 106                        | Lauren Stephens (USA) (landevej) | DNF                        |

| Roland Cogeas-Edelweiss Squad CGS | Roland Cogeas-Edelweiss Squad CGS | Roland Cogeas-Edelweiss Squad CGS |
| --------------------------------- | --------------------------------- | --------------------------------- |
| Nr.                               | Rytter                            | Placering                         |
| 111                               | Ines Cantera (ESP)                | DNF                               |
| 112                               | Tamara Dronova-Balabolina (RUS)   | 32.                               |
| 113                               | Léa Stern (SUI)                   | DNF                               |
| 114                               | Gulnaz Khatuntseva (RUS)          | DNF                               |
| 115                               | Olga Sabelinskaja (UZB)           | 61.                               |
| 116                               | Petra Stiasny (SUI)               | DNF                               |

| Valcar-Travel & Service VAL | Valcar-Travel & Service VAL | Valcar-Travel & Service VAL |
| --------------------------- | --------------------------- | --------------------------- |
| Nr.                         | Rytter                      | Placering                   |
| 121                         | Olivia Baril (CAN)          | 66.                         |
| 122                         | Federica Piergiovanni (ITA) | DNF                         |
| 123                         | Alice Maria Arzuffi (ITA)   | 42.                         |
| 124                         | Eleonora Gasparrini (ITA)   | 29.                         |
| 125                         | Elena Pirrone (ITA)         | DNF                         |
| 126                         | Silvia Persico (ITA)        | 8.                          |

| Parkhotel Valkenburg PHV | Parkhotel Valkenburg PHV   | Parkhotel Valkenburg PHV |
| ------------------------ | -------------------------- | ------------------------ |
| Nr.                      | Rytter                     | Placering                |
| 131                      | Rosalie Van der Wolf (NED) | DNF                      |
| 132                      | Anne Van Rooijen (NED)     | DNF                      |
| 133                      | Femke Gerritse (NED)       | DNF                      |
| 134                      | Pien Limpens (NED)         | DNF                      |
| 136                      | Quinty Schoens (NED)       | DNF                      |

| Ceratizit-WNT Pro Cycling WNT | Ceratizit-WNT Pro Cycling WNT | Ceratizit-WNT Pro Cycling WNT |
| ----------------------------- | ----------------------------- | ----------------------------- |
| Nr.                           | Rytter                        | Placering                     |
| 141                           | Camilla Alessio (ITA)         | DNF                           |
| 142                           | Laura Asencio (FRA)           | DNF                           |
| 144                           | Marta Lach (POL)              | 27.                           |
| 146                           | Lara Vieceli (ITA)            | DNF                           |

| Cofidis COF | Cofidis COF            | Cofidis COF |
| ----------- | ---------------------- | ----------- |
| Nr.         | Rytter                 | Placering   |
| 152         | Cédrine Kerbaol (FRA)  | 58.         |
| 153         | Clara Koppenburg (GER) | 46.         |
| 154         | Sandra Levenez (FRA)   | 47.         |
| 155         | Rachel Neylan (AUS)    | 18.         |
| 156         | Olivia Onesti (FRA)    | 60.         |

| AG Insurance NXTG AGI | AG Insurance NXTG AGI | AG Insurance NXTG AGI |
| --------------------- | --------------------- | --------------------- |
| Nr.                   | Rytter                | Placering             |
| 161                   | Amber Aernouts (NED)  | DNF                   |
| 162                   | Maureen Arens (NED)   | DNF                   |
| 163                   | Cassia Boglio (AUS)   | DNF                   |
| 164                   | Julia Borgström (SWE) | 31.                   |
| 165                   | Gaia Masetti (ITA)    | DNF                   |

| Aromitalia-Basso Bikes-Vaiano VAI | Aromitalia-Basso Bikes-Vaiano VAI | Aromitalia-Basso Bikes-Vaiano VAI |
| --------------------------------- | --------------------------------- | --------------------------------- |
| Nr.                               | Rytter                            | Placering                         |
| 171                               | Rasa Leleivytė (LTU)              | 64.                               |
| 172                               | Francesca Baroni (ITA)            | DNF                               |
| 173                               | Inga Čilvinaitė (LTU) (landevej)  | 63.                               |
| 174                               | Sofia Collinelli (ITA)            | DNF                               |
| 175                               | Francesca Balducci (ITA)          | 59.                               |
| 176                               | Lara Scarselli (ITA)              | DNF                               |

| Bepink BPK | Bepink BPK              | Bepink BPK |
| ---------- | ----------------------- | ---------- |
| Nr.        | Rytter                  | Placering  |
| 181        | Silvia Zanardi (ITA)    | DNF        |
| 182        | Nadia Quagliotto (ITA)  | DNF        |
| 183        | Marketa Hajkova (CZE)   | DNF        |
| 184        | Letizia Brufani (ITA)   | DNF        |
| 185        | Matilde Vitillo (ITA)   | DNF        |
| 186        | Michaela Drummond (NZL) | DNF        |

| Born To Win-G20-Ambedo BTW | Born To Win-G20-Ambedo BTW | Born To Win-G20-Ambedo BTW |
| -------------------------- | -------------------------- | -------------------------- |
| Nr.                        | Rytter                     | Placering                  |
| 191                        | Anna Chili (ITA)           | DNF                        |
| 192                        | Giulia Luciani (ITA)       | DNF                        |
| 193                        | Silvia Magri (ITA)         | DNF                        |
| 194                        | Sara Casasola (ITA)        | 62.                        |
| 195                        | Sofia Clerici (ITA)        | DNF                        |
| 196                        | Tatiana Chili (ITA)        | DNF                        |

| Isolmant-Premac-Vittoria SBT | Isolmant-Premac-Vittoria SBT | Isolmant-Premac-Vittoria SBT |
| ---------------------------- | ---------------------------- | ---------------------------- |
| Nr.                          | Rytter                       | Placering                    |
| 201                          | Emanuela Zanetti (ITA)       | DNF                          |
| 202                          | Alice Gasparini (ITA)        | DNF                          |
| 203                          | Ainara Albert (ESP)          | DNF                          |
| 205                          | Alice Capasso (ITA)          | DNF                          |
| 206                          | Asia Zontone (ITA)           | DNF                          |

| Servetto-Makhymo-Beltrami TSA SER | Servetto-Makhymo-Beltrami TSA SER | Servetto-Makhymo-Beltrami TSA SER |
| --------------------------------- | --------------------------------- | --------------------------------- |
| Nr.                               | Rytter                            | Placering                         |
| 211                               | Silvia Bortolotti (ITA)           | DNF                               |
| 212                               | Anna Potokina (RUS)               | DNF                               |
| 213                               | Isotta Barbieri (ITA)             | DNF                               |
| 214                               | Sofia Barbieri (ITA)              | DNF                               |
| 215                               | Maryna Ivaniuk (UKR)              | DNF                               |
| 216                               | Viktoriia Melnychuk (UKR)         | DNF                               |

| Top Girls Fassa Bortolo TOP | Top Girls Fassa Bortolo TOP | Top Girls Fassa Bortolo TOP |
| --------------------------- | --------------------------- | --------------------------- |
| Nr.                         | Rytter                      | Placering                   |
| 221                         | Vanessa Michieletto (ITA)   | DNF                         |
| 222                         | Iris Monticolo (ITA)        | DNF                         |
| 223                         | Greta Marturano (ITA)       | 24.                         |
| 224                         | Cristina Tonetti (ITA)      | DNF                         |
| 225                         | Alessia Vigilia (ITA)       | DNF                         |
| 226                         | Giorgia Vettorello (ITA)    | DNF                         |

| Team Mendelspeck MDS | Team Mendelspeck MDS     | Team Mendelspeck MDS |
| -------------------- | ------------------------ | -------------------- |
| Nr.                  | Rytter                   | Placering            |
| 231                  | Eva Maria Gatscher (ITA) | DNF                  |
| 232                  | Vania Canvelli (ITA)     | DNF                  |
| 233                  | Elisa Lugli (ITA)        | DNF                  |
| 234                  | Angela Oro (ITA)         | DNF                  |
| 235                  | Francesca Pisciali (ITA) | DNF                  |
| 236                  | Alessia Missiaggia (ITA) | DNF                  |